# Giro di Lombardia 2003
La Giro di Lombardia 2003, novantasettesima edizione della corsa e valida come evento della Coppa del mondo di ciclismo su strada 2003, fu disputata il 18 ottobre 2003, per un percorso totale di 249 km. Fu vinta dall'italiano Michele Bartoli, al traguardo con il tempo di 6h29'41" alla media di 38,184 km/h.
Partenza a Como con 191 corridori di cui 77 portarono a termine il percorso.

## Squadre partecipanti
| N.      | Cod. | Squadra                          |
| ------- | ---- | -------------------------------- |
| 1-8     | FAS  | Fassa Bortolo                    |
| 11-18   | ALS  | Alessio                          |
| 21-28   | CCC  | CCC-Polsat                       |
| 31-38   | PAN  | Ceramiche Panaria-Fiordo         |
| 41-48   | COF  | Cofidis, le Crédit par Téléphone |
| 51-58   | DNC  | De Nardi-Colpack                 |
| 61-68   | DVE  | Domina Vacanze-Elitron           |
| 71-78   | FPF  | Formaggi Pinzolo Fiavé           |
| 81-88   | GST  | Gerolsteiner                     |
| 91-98   | BAN  | iBanesto.com                     |
| 101-108 | KEL  | Kelme-Costa Blanca               |
| 111-118 | LAM  | Lampre                           |
| 121-128 | LAN  | Landbouwkrediet-Colnago          |

| N.      | Cod. | Squadra                 |
| ------- | ---- | ----------------------- |
| 131-138 | LOT  | Lotto-Domo              |
| 141-148 | MER  | Mercatone Uno-Scanavino |
| 151-158 | ONE  | ONCE-Eroski             |
| 161-168 | PHO  | Phonak Hearing Systems  |
| 171-178 | QSD  | Quick Step-Davitamon    |
| 181-188 | RAB  | Rabobank                |
| 191-198 | SAE  | Saeco-Longoni Sport     |
| 201-208 | COA  | Team Bianchi            |
| 211-218 | CSC  | Team CSC                |
| 221-228 | TEL  | Team Telekom            |
| 231-238 | TEN  | Tenax-Garda Calze       |
| 241-248 | VIN  | Vini Caldirola-So.Di.   |

## Ordine d'arrivo (Top 10)
| Pos. | Corridore                | Squadra        | Tempo    |
| ---- | ------------------------ | -------------- | -------- |
| 1    | Michele Bartoli          | Fassa Bortolo  | 6h29'41" |
| 2    | Angelo Lopeboselli       | Cofidis        | a 2"     |
| 3    | Dario Frigo              | Fassa Bortolo  | a 1'35"  |
| 4    | Beat Zberg               | Rabobank       | a 1'47"  |
| 5    | Miguel Martín Perdiguero | Domina Vacanze | s.t.     |
| 6    | Cédric Vasseur           | Cofidis        | s.t.     |
| 7    | Serhij Hončar            | De Nardi       | s.t.     |
| 8    | Patrik Sinkewitz         | Quick Step     | s.t.     |
| 9    | Guido Trentin            | Cofidis        | s.t.     |
| 10   | Michael Boogerd          | Rabobank       | s.t.     |